# Aroa deflecta
Aroa deflecta är en fjärilsart som beskrevs av Erich Martin Hering 1926. Aroa deflecta ingår i släktet Aroa och familjen tofsspinnare. Inga underarter finns listade i Catalogue of Life.